# Setisquamalonchaea intermedia
Setisquamalonchaea intermedia är en tvåvingeart som beskrevs av Macgowan 2007. Setisquamalonchaea intermedia ingår i släktet Setisquamalonchaea och familjen stjärtflugor.
Artens utbredningsområde är Taiwan. Inga underarter finns listade i Catalogue of Life.